# Університет Йорка
Університет Йорка (англ. University of York, скорочено Ebor або York) — державний колегіальний дослідницький університет у Йорку, Англія. Заснований у 1963 році, університет розширився до більш ніж 30 відділів і центрів, які охоплюють широкий спектр дисциплін.
На південний схід від міста Йорк університетський кампус займає площу приблизно 200 гектарів. Оригінальний кампус — Campus West, охоплює Йоркський науковий парк і Національний науковий навчальний центр, з ділянками дикої природи, кампусних озер та озеленень. Другий кампус — Campus East, був відкритий 2009 року й наразі містить 5 коледжів і 3 факультети, а також конференц-зали, спортивне містечко та стартап «інкубатор».
У 2023—2024 роках загальний дохід університету становив 515,5 млн фунтів стерлінгів, з яких 100,4 млн припадало на дослідницькі гранти та контракти, а витрати склали 379,4 млн.
Йорк був одним із перших університетів листового скла, заснованих у 1960-х роках, і має колегіальну систему, яка наразі складається з 11 коледжів. Одинадцятий коледж — David Kato — відкрився 2022 року. Університет є членом регіональних дослідницьких груп, включно з N8 Group і White Rose University Consortium, а також національною Russell Group.

## Випускники та вчені
Йорк має велику кількість випускників, які брали активну участь у політиці, серед них, зокрема, принаймні 20 членів парламенту Сполученого Королівства, п'ять членів Палати лордів, двоє членів шотландського парламенту, один член Європейського парламенту та кілька міністрів інших урядових організацій в усьому світі. Колишній президент і колишній прем'єр-міністр Португалії Анібал Каваку Сілва здобув ступінь доктора економіки в Йорку. Колишній генерал-губернатор Белізу Колвілл Янг має ступінь доктора лінгвістики в Йорку. Старший віцепрезидент Групи Світового банку Махмуд Могілдін має ступінь магістра з аналізу економічної та соціальної політики в Йорку.

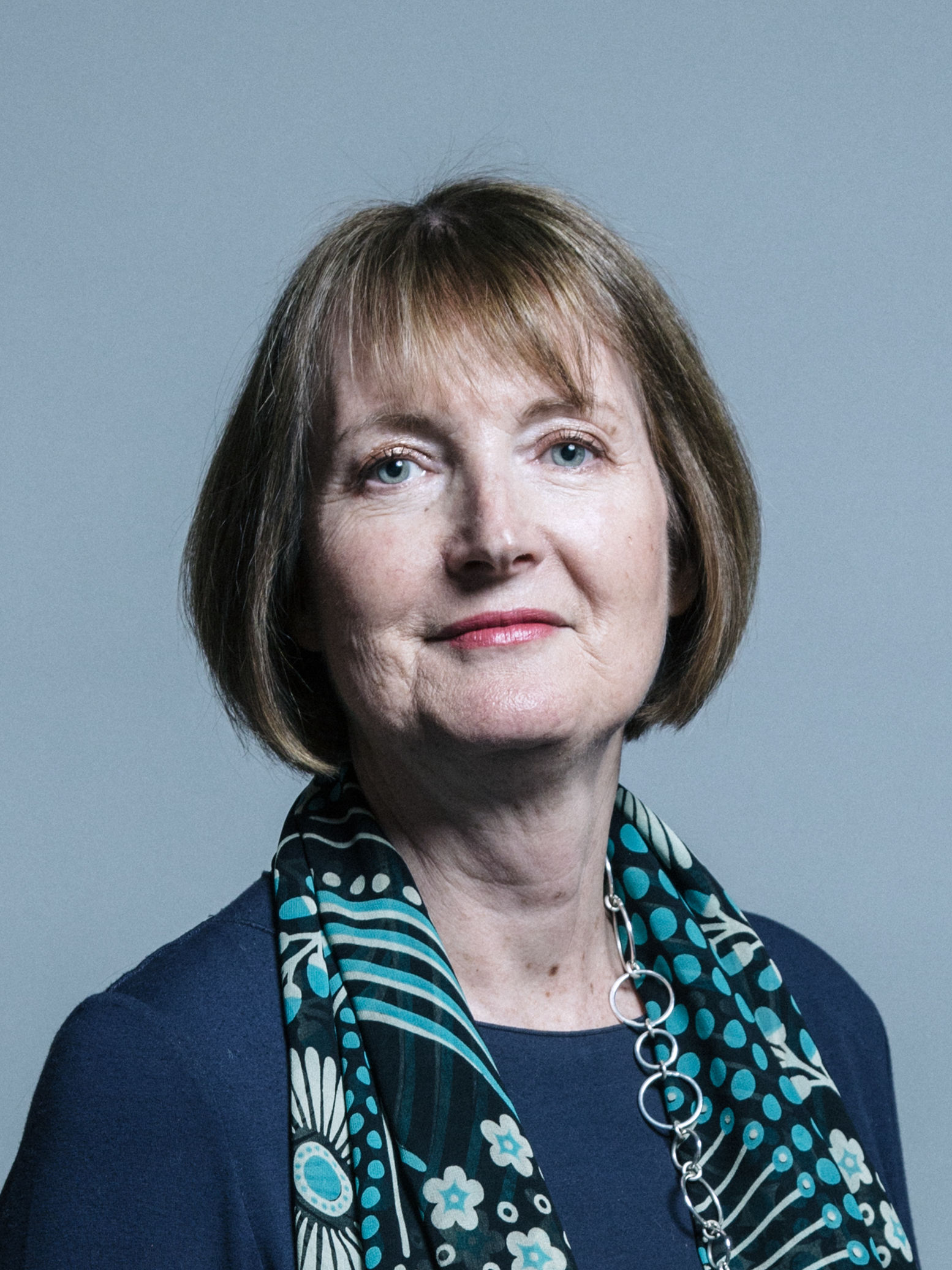
Колишня членкиня парламенту Гаррієт Гарман є випускницею Йорка.

Університет також представлений випускниками, які здобули освіту в галузі гуманітарних наук, таких як англійська література, соціальні науки, економіка, філософія, історія середньовіччя та музика. Автор Ентоні Горовіц 1973 року закінчив Йорк зі ступенем англійської літератури та історії мистецтва. Грег Дайк, голова Футбольної асоціації та Британського кіноінституту, колишній студент, який закінчив Йорк 1974 року, здобувши ступінь бакалавра політики, згодом повернувся до університету як його ректор (2004—2015). Письменник, критик і телеведучий Віктор Льюїс-Сміт вивчав музику в Йорку наприкінці 1970-х років. Чинний директор Музею природознавства сер Майкл Діксон має ступінь доктора філософії зоології Йорка. Ютубер і веб-розробник Том Скотт здобув диплом лінгвістика в Йорку. Бізнесвумен і зірка «Лігва дракона» Сара Дейвіс закінчила Йорк із ступенем з бізнесу у 2006 році.
Видатні вчені, пов'язані з Йоркським університетом, охоплюють вчителя літератури Ф. Р. Лівіса та активіста проти апартеїду Адріана Лефтвіча, а також докторку-професорку Дженніфер Сміт, яка зараз працює в Університеті Глазго та вивчає шотландські діалекти.
Завдяки експансії в галузі технологій, Йорк також випустив відомих комп'ютерних вчених, таких як співзасновник Ethereum Гевін Вуд, комп'ютерний науковець Кріс Ліллі та комп'ютерний біолог Сью Джонс.